# Tuplice Barszcz
Tuplice Barszcz – zamknięty przystanek kolejowy w Tuplicach na linii kolejowej nr 365 Stary Raduszec – Bad Muskau, w powiecie żarskim, w województwie lubuskim, w Polsce.